# Луцьке (Комсомольський район)
Лу́цьке (рос. Луцкое, чув. Луцки) — село у складі Комсомольського району Чувашії, Росія. Входить до складу Александровського сільського поселення.
Населення — 319 осіб (2010; 332 у 2002).
Національний склад:
- чуваші — 72 %
- росіяни — 26 %